# 色曲 (金沙江支流)
色曲，是中国长江流域的一条河流，位於四川省德格縣，汇入金沙江左岸，属于金沙江水系。河长88千米，流域面积1690平方千米，年均流量20立方米每秒。自然落差1260米。水能理论蕴藏量7万千瓦。